# Centrale nucléaire de Kuosheng
La centrale nucléaire de Kuosheng ou Deuxième centrale nucléaire est située à Wanli (New Taipei) sur la cote Nord de l'île de Taïwan.

## Description
La centrale est équipée de deux réacteurs à eau bouillante GE_BWR#BWR-6 (en) de 948 MWe :
- Kuosheng 1 : 948 MWe, mise en service en 1981 pour 40 ans et définitivement arrêté le 28 décembre 2021[1],
- Kuosheng 2 : 948 MWe, mise en service en 1983 pour 40 ans[2] et définitivement arrêté le 15 mars 2023[3].

La construction de la centrale a été réalisée par les compagnies américaines :
- General Electric Co. pour les réacteurs,
- Westinghouse Electric Corporation pour les turbines.

Le propriétaire également exploitant est Taiwan Power Company.

## Événements

### Juillet 1993
Un monticule de squelettes tordus de poissons ont été trouvés dans la mer autour de la centrale nucléaire de Kuosheng.

### 17 mai 2011
Le 17 mai 2011, Taiwan a réalisé son premier exercice de catastrophe nucléaire majeure à la centrale nucléaire de Kuosheng. Organisé par Taipower et le New Taipei City Fire Department en présence du président Ma Ying-jeou. Le scénario de formation est basé sur la catastrophe nucléaire de Fukushima Daiichi du 11 mars 2011. Dans une déclaration faite par Taipower, il est prévu que dans le pire des cas d'une panne électrique totale de l'usine, la priorité absolue sera l'abandon de l'usine et l'injection de l'eau de mer pour éviter la fusion du cœur nucléaire.

### 16 mars 2012
Au cours d'un entretien de routine de la centrale électrique, le 16 mars 2012, les agents d'entretien des installations ont découvert des anomalies sur les sept boulons d'ancrage utilisés pour fixer le bas du réacteur nucléaire sur le substrat en béton armé d'acier qui amortit le poids du réacteur. Un boulon était cassé, deux étaient fracturés et quatre étaient fissurés. Taipower déclare qu'ils allaient consulter d'autres organismes pour analyser et corriger le problème et ajouter des capteurs de vibrations près de la base de support du réacteur pour la surveillance continue.

### 21 juin 2013
Le premier réacteur nucléaire de la centrale est coupé automatiquement le vendredi 21 juin 2013. L'événement a été déclenché par le dispositif de protection, qui a été activé par le signal de mise à la terre du générateur. Le problème provient d'une pale du système d'aération qui s'est détachée et est tombée entre le générateur et le transformateur principal. L'incident n'a pas endommagé le réacteur et il n'a pas entrainé de rejet de radioactivité. Taipower a récupéré la pale et remplacé les différents éléments mis en cause. La centrale était de nouveau opérationnelle le dimanche 23 juin 2013,.

### 28 décembre 2021
Le réacteur numéro 1 est définitivement arrêté.

### 15 mars 2023
Le réacteur numéro 2 est définitivement arrêté.